# Paolo Grassini
Paolo Grassini (Orvieto, 13 aprile 1954) è un regista e sceneggiatore italiano.

## Biografia
Grassini inizia a realizzare film di produzione indipendente a partire dalla fine degli anni '70, il suo esordio risale al 1979 con Doppio movimiento.
Dopo aver soggiornato a Roma e ad Amsterdam, dove ha girato il cortometraggio L'uomo della folla tratto dall'omonimo romanzo di Edgar Allan Poe, ha lavorato con la sua casa di produzione Videoset, principalmente per la RAI.
Nel 1989 ha diretto, assieme a Italo Spinelli, il lungometraggio Roma-Paris-Barcelona di cui è anche sceneggiatore e grazie al quale ha ottenuto due candidature al Globo d'oro e al Nastro d'argento.
Negli anni successivi si dedica esclusivamente a documentari spesso incentrati su temi controversi e scenari complessi come ETA, Afghanistan e Pakistan.

## Riconoscimenti
- Globo d'oro
  - 1991 – Candidatura alla Migliore Opera Prima per Roma-Paris-Barcelona con Italo Spinelli

- Nastri d'argento
  - 1992 – Candidatura al Nastro d'argento al miglior regista esordiente per Roma-Paris-Barcelona con Italo Spinelli

## Filmografia parziale
- Doppio movimiento (1979)
- Roma-Paris-Barcelona, co-regia con Italo Spinelli (1989)